# Старомайорська сільська рада
| Старомайорська сільська рада — колишній орган місцевого самоврядування у Великоновосілківському районі Донецької області з адміністративним центром у с. Старомайорське. Сільській раді підпорядковані населені пункти: - с. Старомайорське - с. Макарівка - с. Рівнопіль - с. Сторожеве - с-ще Урожайне |

## Склад ради
Рада складається з 16 депутатів та голови.

## Керівний склад сільської ради
| ПІБ                           | Основні відомості                                                         | Дата обрання | Дата звільнення |
| ----------------------------- | ------------------------------------------------------------------------- | ------------ | --------------- |
| Жир Єгор Андрійович           | Сільський голова, 1956 року народження, освіта, член Партії регіонів      | 26.03.2006   | 31.10.2010      |
| Заверталюк Віктор Філімонович | Сільський голова, 1959 року народження, освіта вища, член Партії регіонів | 31.10.2010   | 10.03.2013      |
| Яківець Тамара Дмитрівна      | Сільський голова, 1961 року народження, освіта вища, позапартійна         | 15.12.2013   |                 |

Примітка: таблиця складена за даними джерела